# The Missing Scarf
Pour plus de détails, voir Fiche technique et Distribution.
The Missing Scarf (pouvant se traduire en français par L'Écharpe manquante) est un court métrage d'animation irlandais sorti en 2013. Il a été réalisé par Eoin Duffy (en) et produit par Jamie Hogan, avec pour narrateur George Takei.
Résultat d'une collaboration entre le Irish Film Board (en), Raidió Teilifís Éireann et l'Arts Council of Ireland (en), le film a été réalisé avec le logiciel libre Blender. Il a été sélectionné pour la 86e cérémonie des Oscars dans la catégorie Best Animated Short Film,.

## Résumé
L'écureuil Albert constate que son écharpe n'est pas à son endroit habituel. Partant à sa recherche dans la forêt, il rencontre sur sa route plusieurs personnages ayant tous un problème. Albert aide ces derniers un à un tout en continuant ses recherches, sans jamais retrouver son écharpe. À la fin, il ne s'en préoccupe plus, affirmant que le printemps sera bientôt là. Il est interrompu dans sa phrase par la chute d'un météore suivit d'une pluie de météores, amenant la mort de son dernier interlocuteur et une transformation drastique de la forêt. Albert se sauve alors que l'image se déconstruit, marquant la fin du film.

## Distribution
- George Takei - narrateur[4]

## Prix et distinctions
| Prix et distinctions                                         | Prix et distinctions | Prix et distinctions                              | Prix et distinctions | Prix et distinctions |
| Prix                                                         | Date                 | Catégorie                                         | Nommé                | Résultat             |
| ------------------------------------------------------------ | -------------------- | ------------------------------------------------- | -------------------- | -------------------- |
| Galway Film Fleadh                                           | 13 juillet 2013      | The James Horgan Award for Best Animation         | Eoin Duffy           | Lauréat              |
| LA Shorts Fest (en)                                          | 13 septembre 2013    | Best Animation                                    | Eoin Duffy           | Lauréat              |
| New Hampshire Film Festival                                  | 20 octobre 2013      | Best Animation                                    | Eoin Duffy           | Lauréat              |
| Seminci                                                      | 26 octobre 2013      | Best European Short Film                          | Eoin Duffy           | Lauréat              |
| Savannah Film Festival au Savannah College of Art and Design | 26 octobre 2013      | Best European Short Film                          | Eoin Duffy           | Lauréat              |
| Indie Memphis                                                | 3 novembre 2013      | Best Animation                                    | Eoin Duffy           | Lauréat              |
| Cork Film Festival                                           | 17 novembre 2013     | The Grand Prix Irish                              | Eoin Duffy           | Lauréat              |
| Foyle Film Festival (en)                                     | 24 octobre 2013      | Best Irish Animation                              | Eoin Duffy           | Lauréat              |
| Irish Film & Television Awards                               | 5 avril 2014         | Best Short Film                                   | Eoin Duffy           | Nomination           |
| Dallas International Film Festival (en)                      | 11 avril 2014        | Best Short Animation                              | Eoin Duffy           | Lauréat              |
| Festival international du film de San Francisco              | 8 mai 2014           | Best Animated Short                               | Eoin Duffy           | Lauréat              |
| 27e cérémonie des Prix du cinéma européen                    | 13 décembre 2014     | Prix du cinéma européen du meilleur court métrage | Eoin Duffy           | En attente           |